# Bits of Life
Bits of Life é um filme de drama norte-americano de 1921, produzido, escrito e dirigido por Marshall Neilan. Tornou-se notável por ser o primeiro filme de antologia. O elenco inclui Lon Chaney e Noah Beery. Por sua atuação neste filme, Anna May Wong recebeu seu primeiro crédito na tela. Bits of Life é agora considerado perdido.

## Elenco
- Wesley Barry ... Tom Levitt, garoto
- Rockliffe Fellowes ... Tom Levitt
- Lon Chaney ... Chin Chow
- Noah Beery, Sr. ... Hindoo
- Anna May Wong ... Toy Sing, esposa do Chin Chow
- John Bowers ... Paciente do dentista